# 5673 McAllister
Az 5673 McAllister (ideiglenes jelöléssel 1986 RT2) a Naprendszer kisbolygóövében található aszteroida. Edward L. G. Bowell fedezte fel 1986. szeptember 6-án.